# 江川嘉孝
江川 嘉孝（えがわ よしたか、1942年12月20日 - 2024年12月26日）は、福島県河沼郡会津坂下町出身の元バスケットボール選手。

## 人物
明治大学在学中、全日本に選ばれ、1963年世界選手権と東京オリンピックに出場。
卒業後、八幡製鐵所に入社。引き続き全日本で活躍。1967年世界選手権も経験。
引退後はコーチに転じて、1976年モントリオール五輪に出場。
2024年12月26日、心不全のため千葉県木更津市の病院で死去。82歳没。

## 日本代表歴
- 1963年世界選手権
- 1964年東京五輪
- 1965年ユニバーシアード
- 1965年アジア選手権
- 1966年アジア大会
- 1967年アジア選手権
- 1967年世界選手権
- 1969年アジア選手権